# Чакфем-мушере
Чакфем-мушере (также чакфем, чокфем; англ. cakfem-mushere, chakfem, chokfem) — чадский язык, распространённый в центральных районах Нигерии. Входит в ангасскую группу западночадской языковой ветви. Представляет собой диалектный пучок, состоящий из двух близкородственных диалектов — чакфем и мушере.
Численность говорящих — около 5000 человек (1990). Письменность основана на латинском алфавите.

## Классификация
Согласно классификации чадских языков, опубликованной в онлайн-справочнике языков мира Ethnologue, язык чакфем-мушере входит в ангасскую группу (или A.3) западночадской языковой ветви. В пределах ангасской группы чакфем-мушере вместе с языками джорто, кофьяр, мишип (чип), мвагхавул (сура) и нгас (ангас) образуют кластер языков, включаемый в подгруппу собственно ангасских языков, сама же ангасская группа включается в подветвь западночадских языков A.
Согласно классификации, опубликованной в базе данных по языкам мира Glottolog,  язык чакфем-мушере вместе с языком мишип и кластером кофьяр образуют языковое объединение кофьяр-мушере-чип в составе группы западночадских языков A.3.
В классификации афразийских языков Р. Бленча язык чакфем-мушере вместе с языками мвагхавул (сура), мишип (чип), джорто и кофьяр образуют языковое единство, входящее в объединение «a» подгруппы нгас группы боле-нгас подветви западночадских языков A.
В классификации, опубликованной в работе С. А. Бурлак и С. А. Старостина «Сравнительно-историческое языкознание», язык чакфем (чакфем-мушере) включается в подгруппу сура-ангас группы сура-герка подветви собственно западночадских языков.

## Лингвогеография

### Ареал и численность
Область распространения языка чакфем-мушере размещена в центральной Нигерии на территории штата Плато — в районе Мангу. По данным Р. Бленча, на части языкового ареала, который населяют представители этнической общности мушере, насчитывается 13 селений.
Ареал чакфем-мушере со всех сторон окружён ареалами близкородственных западночадских языков. С севера область распространения языка чакфем-мушере граничит с ареалом языка рон, с запада, юга и востока— с ареалом языка кофьяр.
Согласно данным справочника Ethnologue, численность  носителей языка чакфем-мушере в 1990 году достигала 5000 человек. По современным оценкам сайта Joshua Project численность говорящих на этом языке составляет 9300 человек (2017).

### Социолингвистические сведения
По степени сохранности, согласно данным сайта Ethnologue, язык чакфем-мушере относится к так называемым стабильным, или устойчивым, языкам, поскольку этот язык используется в устном бытовом общении представителями этнических общностей чакфем и мушере  всех поколений, включая младшее. Чакфем-мушере является не только языком домашнего общения, он также отчасти выступает в функции языка рыночной торговли. Стандартной формы у языка чакфем-мушере нет. В качестве второго языка среди большинства носителей чакфем-мушере распространены языки хауса и нигерийский пиджин, в некоторых частях ареала чакфем-мушере также говорят на языке мвагхавул (сура). Представители этнических общностей чакфем и мушере в основном придерживаются традиционных верований, также среди них есть группы христиан (10 %) и мусульман (10 %).

### Диалекты
Область распространения языка чакфем-мушере по данным сайта Ethnologue включает четыре диалектных ареала — джаджура, кадим, кабан и мушере. В базе данных по языкам мира Glottolog упоминается только один диалект — паньям. В издании Р. Бленча An Atlas of Nigerian Languages приводятся сведения о двух диалектных, или языковых, ареалах — чакфем и мушере. В ареале чакфем выделяется диалект джаджура, а в ареале мушере — два крупных диалекта и один небольшой по числу носителей — диалект кадим, распространённый только в одном селении.

## Письменность
Письменность языка чакфем-мушере основана на латинском алфавите. Имеются переводы на чакфем-мушере фрагментов Библии, первый из которых сделан в 2006 году.